# Flamiche

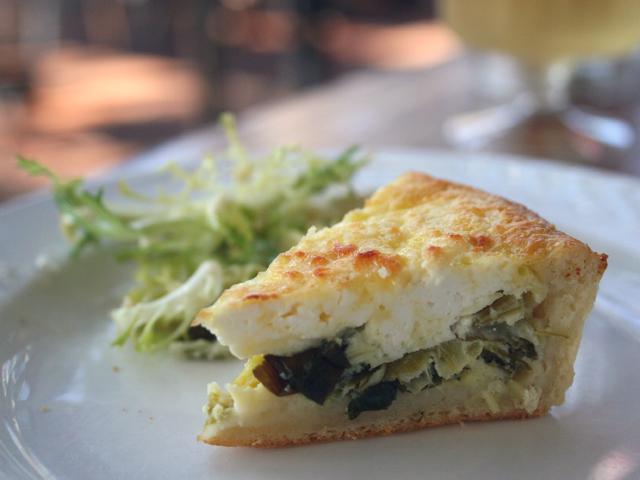
Flamiche picarde.

La flamiche est un type de tarte dans la cuisine traditionnelle de Belgique, du Nord de la France et de la Picardie. On en compte plusieurs parmi lesquelles :
- la flamiche dinantaise faite à base de fromage maigre (boulette de Romedenne) et d'œufs ; elle se déguste chaude et accompagnée d'un vin de Bourgogne. Cette spécialité de la cité des Copères est mise à l'honneur par la Confrérie des quarteniers de la flamiche dinantaise (Confrérie CQFD[1]) qui a été créée en 1956 et dont le but essentiel est « de faire connaître les spécialités et les charmes de la région dinantaise ainsi que les traditions culinaires régionales ». Il est possible de déguster la flamiche lors de la braderie de Dinant qui a lieu chaque année, à partir du premier week-end du mois de septembre et durant toute cette semaine ;
- la flamiche au maroilles, originaire de l'Avesnois, présente en Nord-Pas-de-Calais ;
- la flamiche aux poireaux picarde, qui est une tourte aux poireaux souvent proposée dans les restaurants traditionnels en Picardie. Le même plat porte le nom de « tourte aux poireaux » en Nord-Pas-de-Calais ;
- la flamiche samarienne, tourte aux poireaux et au saumon frais originaire d'Abbeville et de la baie de Somme en Picardie.